# Ole Petter Pollen
Ole Petter Pollen (ur. 16 września 1966 w Rygge) – norweski żeglarz sportowy. Srebrny medalista olimpijski z Seulu.
Brał udział w dwóch igrzyskach olimpijskich (IO 88, IO 92 – siódme miejsce). Startował w klasie Latający Holender. Medal w 1988 zdobył wspólnie z Erikiem Bjørkumem. Był trzeci na mistrzostwach świata w Latającym Holendrze w 1989.